# Genan
Genan er en dansk virksomhed og verdens største inden for genanvendelse af brugte dæk. Virksomheden har udover ved hovedsædet i Viborg, produktionsfaciliteter i Tyskland og i USA. Genan har en årlig kapacitet på 380.000 tons brugte dæk. 

## Historie
Genan blev etableret i 1990.
I 2001 startede selskabet opførelsen af et produktionsanlæg i den tyske by Oranienburg, 35 km nord for Berlin. Produktionen startede i 2002, og året efter kom den årlige kapacitet op på 65.000 tons brugte dæk. Dorsten i Nordrhein-Westphalen blev næste tyske by, hvor Genan opførte et genbrugsanlæg, da selskabet i 2008 opførte en fabrik, der havde samme kapacitet som fabrikken i Oranienburg. I 2010 blev selskabets tredje anlæg i Tyskland opført i Kammlach ved Unterallgäu.
Genan indviede i 2014 sin første fabrik i USA, beliggende i Houston i delstaten Texas. Fabrikken i Houston har en årlig kapacitet på 100.000 tons og er verdens største produktionsanlæg til genbrug af brugte dæk i alle størrelser.
Det danske pensionsselskab PKA har siden 2007 besiddet en væsentlig aktiepost i Genan, og i august 2014 overtog PKA også stifter Bent A. Nielsens aktier i koncernen.

## Genan-sagen
I april 2015 meddelte Genan, at man havde politianmeldt stifteren Bent A. Nielsen for bedrageri og mandatsvig. Sagen om Genan blev oprullet af Jyllands-Posten i 2014 og handlede om misvisende regnskaber fra 2008 til 2012, der var blevet revideret af Deloitte. Regnskaberne var fejlbehæftede og misvisende, men revisorerne afgav alligevel blanke påtegninger på regnskaberne. Det endte med, at whistleblowere i virksomheden slog alarm til Deloitte, men på det tidspunkt var selskabet på afgrundens rand. Samlet vurderes PKA at have tabt over 1 milliard kroner på sin investering i Genan.